# シャークネード4
『シャークネード4（フォース）』（シャークネードフォース、Sharknado: The 4th Awakens）は、2016年のアメリカ合衆国のテレビ映画。
アメリカ合衆国では2016年7月31日に『Syfy』にて初放映された
邦題には『シャークネード ザ・フォース・アウェイクンズ』という別題も存在し、テレビ東京『午後のロードショー』では『シャークネード4（フォース） サメ覚醒』の邦題で放送された。

## あらすじ
前回のシャークネードから5年後。ハイテク企業のアストロX社は天候安定システムを開発。これにより竜巻の発生を未然に防ぐことができるようになり、世界は平穏な日々を取り戻していた。一方、前回のシャークネードとの戦いで妻エイプリルを失ったフィン・シェパードは、カンザスの農場で幼い息子ギルと母親と三人で静かな生活を送っていた。
久しぶりに長男のマットと再会することになったフィンは姪のジェムと共に、アストロX社がラスベガスにオープンさせたサメをテーマにしたホテルへと向かうのだった。しかし、そこで起こるはずのない竜巻が発生。砂漠で発生したため砂をまきこみ竜巻は砂塵によって砂嵐と化し、安定システムの対象外となったことで、竜巻はホテルの水槽で飼われていた大量のサメを巻き上げ、シャークネードへと姿を変えてしまう。フィンはまたしてもシャークネードと戦うことになるのだった。
だが、今回発生したシャークネードは今までとは比べ物にならない程の大きな力を持っており、道行く先々で岩や油田の油を巻き上げ、炎や電気を纏い、天候安定システムの穴を付くように様々な属性を得ながらアメリカ合衆国を縦横無尽に進み町を破壊していく。ついには原子力発電所の核燃料を飲み込んだシャークネードはヌークリアネードとなり、触れた対象を原子分解するサメを撒き散らしながらその強大な力でアメリカ全土を恐怖に陥れる。
前回の戦いで死亡したはずのエイプリルは父のもとでサイボーグ化の果てに生き延びたが、父の話によりフィンが現在も生存していることを知らなかった。ニュースでフィンの存在を知ったエイプリルは他の家族と合流しながら彼のもとへ急ぐ。
最終的に合流したフィン一族は最凶のヌークリアネードを阻止するため、チェーンソーとハイテク装備に身を包み、命がけの特攻を開始するのだった。

## キャスト
フィン・シェパード
演 - アイアン・ジーリング、日本語吹替 - 堀内賢雄
シャークネードの脅威から何度もアメリカを救った伝説的英雄。5年前のシャークネードとの戦いで妻エイプリルを失った後は、彼女の名前を付けた農場で静かに暮らしていた。しかし、長男マットと再会するはずだったラスベガスでまたしてもシャークネードに遭遇してしまう。本作でもチェーンソーを武器に戦うが、終盤では西洋の剣のようなチェーンソーやチェーンソーを装備したメカスーツに身を包んでサメとの戦いに挑む。
エイプリル・ウェクスラー
演 - タラ・リード、日本語吹替 - ちふゆ
フィンの妻。5年前のシャークネードとの戦いで死亡したかに思われていたが、父親であるウィルフォード博士によりサイボーグ手術を施され生きていた。だが、まだ不完全な状態であるため、ウィルフォード博士により家族と隔離されていたが、家族をシャークネードの危機から救うために研究所を飛び出す。サイボーグ化により常人とは比べ物にならない身体能力を誇り、その身体には様々な武器が装備されている。
ジェム
演 - マシエラ・ルーシャ、日本語吹替 - 柚木尚子
フィンの姪。フィンと共にラスベガスへと向かうが、そこでシャークネードと遭遇してしまう。その後はシャークネードと戦うフィンに同行する。
マット・シェパード
演 - コディ・リンリー、日本語吹替 - 赤坂柾之
フィンの長男。軍に所属している。結婚相手をフィンに紹介するため彼をラスベガスに招待するが、そこでシャークネードと遭遇してしまう。その後はシャークネードと戦うフィンに同行する。
クラウディア・シェパード
演 - ライアン・ニューマン、日本語吹替 - 竹村知美
フィンの長女。祖父であるギルバートのもとで彼の手伝いをしている。フィンと合流した後、共にシャークネードとの戦いに挑む。
ガブリエル
演 - イマニ・ハキム
マットの結婚相手。マット同様に軍に所属しており、彼と共に訪れたラスベガスでシャークネードと遭遇してしまう。その後はシャークネードと戦うフィンに同行する。
ギルバート・シェパード大佐
演 - デヴィッド・ハッセルホフ、日本語吹替 - 三上哲
フィンの父。5年前のシャークネードとの戦いで月に取り残されたが、アストロX社によって地球に連れ戻された。その後は孫のクラウディアと共にアストロX社のメカスーツ開発の手助けをしている。フィンと合流した後、共にシャークネードとの戦いに挑む。
アストン・レナルズ
演 - トミー・デヴィッドソン、日本語吹替 - あべそういち
ハイテク企業アストロX社の経営者。自信家で傲慢な性格。パルスによって竜巻の発生を未然に防ぐ装置を開発し、5年間シャークネードの発生を防いできた。しかし、パルスが効かない強大なシャークネードが発生。これを倒すためにフィンに協力を要請する。
レイ
演 - シェリル・ティーグス
フィンの母。カンザスの農場でフィンと幼い孫ギルと三人で暮らしている。
ギル
演 - クリストファー・ショーン&ニコラス・ショーン
フィンの次男。5歳。5年前のシャークネードとの戦いの最中に産まれたが、その直後に母エイプリルが死亡したため彼女との面識はない。父であるフィンや祖父のギルバートを慕っており、彼らのようにチェーンソーを武器にサメと戦うと志願する。
ウィルフォード
演 - ゲイリー・ビジー、日本語吹替 - 佐野康之
エイプリルの父。科学者。アストロX社のもとでメカスーツの開発に携わっている。エイプリルの命を救うため彼女にサイボーグ手術を施すも、彼女がまだ不完全な状態であったため、自分のもとから離れないよう彼女にはフィンをはじめとした他の家族が全員死亡したと伝えていた。
マンスフィールド市長
演 - ステイシー・ダッシュ
シカゴ市長。非常にヒステリックな性格で、何故かフィンを過剰に敵視している。
コルトン
演 - スティーヴ・グッテンバーグ、日本語吹替 - 三上哲
フィンの友人。彼に愛車クリスティーンを提供する。
Cinetel Filmsの製作で、本作と同じくアメリカではSyfyが配給した映画『ラバランチュラ 全員出動!』の主人公。
ナタリー・モラレス
演 - 本人
『Today』のキャスター。前作に引き続き登場。
アル・ローカー
演 - 本人
『Today』のお天気キャスター。前々作と前作に引き続き登場。
この他にも数多くの有名人がカメオ出演している。